# Tobias Voss
Tobias Voss (* 1. März 1992 in Dorsten) ist ein ehemaliger deutscher Profi im Thaiboxen. Er wurde 2011 Pro-Am deutscher Meister im K-1 und Thaiboxen nach Regeln des DKKV. Zudem wurde Voss 2011 und 2012 deutscher Amateurmeister nach dem Regelwerk der WKN im Cruisergewicht und King of Riad. 2012 wurde Voss deutscher Profimeister der IKBA im Schwergewicht. 2015 wurde er Weltmeister nach Regeln des DKKO. Im Februar 2019 wurde Voss wegen Vergewaltigung einer 15-Jährigen zu knapp fünf Jahren Haft verurteilt, womit seine Karriere als Sportler endete.

## Leben
Voss wuchs in Dorsten auf. Er machte das Abitur in Schermbeck und studierte an der Universität Duisburg-Essen in Duisburg Politikwissenschaft.
Er begann in seiner Heimatstadt Dorsten mit dem Thaiboxen und machte auf sich aufmerksam, indem er mehrere hoch favorisierte Gegner bezwang. So gewann er im Finale der deutschen Amateurmeisterschaften gegen den favorisierten René Lemke durch TKO. Seine Amateurbilanz betrug 24 Kämpfe, davon 10 Siege. 4 Kämpfe gewann er durch K. o.
Sein Profidebüt bestritt Voss erfolgreich am 2. April 2011 gegen den erfahrenen Juri Zizer, welcher bereits vier Profikämpfe aufweisen konnte. Ab dem 2. Juli 2011 trägt er zudem den Titel King of Riad, da er Abus Magomedov im Riad Rumble schlug. Am 17. September 2011 besiegte Voss Güven Güden nach einem 5-Runden-Kampf um den deutschen Pro-Am-Meistertitel im K1 nach dem Regelwerk des DKKV. Am 15. Oktober 2011 besiegte Voss Daniel Dörrer, den fünffachen Weltmeister der WKA, und gewann damit den deutschen Pro-Am-Meistergürtel im Muay Thai. Auch im Jahr 2012 wurde er am 22. Januar 2012 deutscher Meister im Muay Thai nach Version der WKN und verteidigte damit seinen Titel.
Am 26. Februar 2012 verlor er durch K. o. gegen Denis Liebau beim K1 Maximum IV in Recklinghausen. Am 28. April 2012 kämpfte er gegen den Berliner Femi Dadzie, verlor aber die Deutsche K1-Meisterschaft einstimmig nach Punkten. Im Jahr 2014 wechselte Voss in das Berliner Profiboxlager. Am 24. Oktober 2015 besiegte Tobias Voss den 7-fachen Kickboxweltmeister Daniel Dörrer und wurde dadurch selbst Kickboxweltmeister nach dem Regelwerk der DKKO.
Am 1. Februar 2019 wurde Voss wegen Vergewaltigung zu einer Haftstrafe von vier Jahren und neun Monaten verurteilt; hinzu kommt noch ein Urteil von 2017, mit dem er wegen gefährlicher Körperverletzung zu einem Jahr und acht Monaten auf Bewährung verurteilt worden war.